# Куп Србије у ватерполу 2022/23.
Куп Србије у ватерполу 2022/23. је седамнаесто такмичење организовано под овим називом од стране Ватерполо савеза Србије.

## Учесници
За Куп Србије у ватерполу 2022/23. пријавило се петнаест клубова:
- Бањица, Београд
- Валис, Ваљево
- Војводина, Нови Сад
- Наис, Ниш
- Нови Београд, Београд
- Новобеоградски вукови, Београд
- Партизан, Београд
- Пролетер, Зрењанин
- Сава, Шабац
- Спартак, Суботица
- СПД Раднички, Крагујевац
- Стари град, Београд
- Таш, Београд
- Црвена звезда, Београд
- Шабац, Шабац

Пријављени клубови су потом, у складу са оствареним пласманом у претходној сезони националног купа, распоређени у четири шешира.
| Шешир 1                                                  | Шешир 2                              | Шешир 3                                                         | Шешир 4                         |
| -------------------------------------------------------- | ------------------------------------ | --------------------------------------------------------------- | ------------------------------- |
| - СПД Раднички - Нови Београд - Црвена звезда - Партизан | - Шабац - Војводина - Бањица - Валис | - Наис - Стари град - Новобеоградски вукови - Пролетер Зрењанин | - Таш - Сава - Спартак Суботица |

## Календар такмичења
- Шеснаестина финала: 22. октобар 2022.
- Осмина финала: 15. и 16. новембар 2022.
- Четвртфинале: 14. јануар 2023.
- Полуфинале: 28. јануар 2023.
- Финале: 29. јануар 2023.[1][2][3]

## Шеснаестина финала
Жреб парова шеснаестине и осмине финала Купа Србије у сезони 2022/23. одржан је 6. октобра 2022. године.
| 22. октобар 2022. 19:45 | Детаљи | Стари град                                           | 12 : 8  | Спартак Суботица | Базен 25. мај Милан Гале Мушкатировић, Београд Гледалаца: нема податка Судије: Нишавић, Пиљић |
| 22. октобар 2022. 19:45 | Детаљи | Резултати по четвртинама: 3 : 4, 2 : 1, 4 : 0, 3 : 3 |         |                  | Базен 25. мај Милан Гале Мушкатировић, Београд Гледалаца: нема податка Судије: Нишавић, Пиљић |
| 22. октобар 2022. 19:45 | Детаљи | Чиквани 5                                            | Стрелци | Стојановић 5     | Базен 25. мај Милан Гале Мушкатировић, Београд Гледалаца: нема податка Судије: Нишавић, Пиљић |

| 22. октобар 2022. 20:00 | Детаљи | Сава                                                 | 10 : 14 | Пролетер Зрењанин      | Градски базен, Шабац Гледалаца: нема податка Судије: Дувњак, Јованчевић |
| 22. октобар 2022. 20:00 | Детаљи | Резултати по четвртинама: 2 : 4, 2 : 3, 3 : 3, 3 : 4 |         |                        | Градски базен, Шабац Гледалаца: нема податка Судије: Дувњак, Јованчевић |
| 22. октобар 2022. 20:00 | Детаљи | Новаковић 3                                          | Стрелци | Љубеновић, Томићевић 4 | Градски базен, Шабац Гледалаца: нема податка Судије: Дувњак, Јованчевић |

| 22. октобар 2022. 20:45 | Детаљи | Таш                                                  | 9 : 17  | Новобеоградски вукови | Базен Ташмајдан, Београд Гледалаца: нема податка Судије: Прлић, Аврамовић |
| 22. октобар 2022. 20:45 | Детаљи | Резултати по четвртинама: 1 : 3, 2 : 5, 2 : 3, 4 : 6 |         |                       | Базен Ташмајдан, Београд Гледалаца: нема податка Судије: Прлић, Аврамовић |
| 22. октобар 2022. 20:45 | Детаљи | М. Шуберић 3                                         | Стрелци | Шофранац 5            | Базен Ташмајдан, Београд Гледалаца: нема податка Судије: Прлић, Аврамовић |

## Осмина финала
| 15. новембар 2022. 19:00 | Детаљи | Шабац                                                | 17 : 4  | Стари град | Градски базен, Шабац Гледалаца: нема податка Судије: Анђелић, Шукић |
| 15. новембар 2022. 19:00 | Детаљи | Резултати по четвртинама: 2 : 0, 5 : 2, 4 : 1, 6 : 1 |         |            | Градски базен, Шабац Гледалаца: нема податка Судије: Анђелић, Шукић |
| 15. новембар 2022. 19:00 | Детаљи | Мараш 3                                              | Стрелци | Радић 2    | Градски базен, Шабац Гледалаца: нема податка Судије: Анђелић, Шукић |

| 15. новембар 2022. 21:00 | Детаљи | Пролетер Зрењанин                                    | 21 : 11 | Бањица      | СРЦ Југ Базен, Зрењанин Гледалаца: нема податка Судије: Киш, Прлић |
| 15. новембар 2022. 21:00 | Детаљи | Резултати по четвртинама: 8 : 2, 4 : 4, 3 : 2, 6 : 3 |         |             | СРЦ Југ Базен, Зрењанин Гледалаца: нема податка Судије: Киш, Прлић |
| 15. новембар 2022. 21:00 | Детаљи | Илић 4                                               | Стрелци | Радуловић 3 | СРЦ Југ Базен, Зрењанин Гледалаца: нема податка Судије: Киш, Прлић |

| 16. новембар 2022. 18:00 | Детаљи | Војводина                                            | 16 : 4  | Наис    | Базен Слана бара, Нови Сад Гледалаца: нема податка Судије: Виријевић, Стефановић |
| 16. новембар 2022. 18:00 | Детаљи | Резултати по четвртинама: 3 : 0, 4 : 1, 3 : 1, 6 : 2 |         |         | Базен Слана бара, Нови Сад Гледалаца: нема податка Судије: Виријевић, Стефановић |
| 16. новембар 2022. 18:00 | Детаљи | Касум, Рогач 4                                       | Стрелци | Пејић 2 | Базен Слана бара, Нови Сад Гледалаца: нема податка Судије: Виријевић, Стефановић |

| 16. новембар 2022. 19:00 | Детаљи | Валис                                                | 18 : 9  | Новобеоградски вукови | Базен Петница, Ваљево Гледалаца: нема податка Судије: Станојевић, Миловић |
| 16. новембар 2022. 19:00 | Детаљи | Резултати по четвртинама: 4 : 2, 5 : 1, 1 : 1, 8 : 5 |         |                       | Базен Петница, Ваљево Гледалаца: нема податка Судије: Станојевић, Миловић |
| 16. новембар 2022. 19:00 | Детаљи | Обрадовић 5                                          | Стрелци | Ђорђевић, Шофранац 2  | Базен Петница, Ваљево Гледалаца: нема податка Судије: Станојевић, Миловић |

## Четвртфинале
Жреб парова полуфинала Купа Србије у сезони 2022/23. одржан је 16. јануара 2023. године.
| 14. јануар 2023. 12:00 | Детаљи | Црвена звезда                                        | 13 : 8  | Војводина           | Базен 25. мај Милан Гале Мушкатировић, Београд Гледалаца: нема податка Судије: Стефановић, Балажевић |
| 14. јануар 2023. 12:00 | Детаљи | Резултати по четвртинама: 3 : 1, 2 : 2, 3 : 1, 5 : 4 |         |                     | Базен 25. мај Милан Гале Мушкатировић, Београд Гледалаца: нема податка Судије: Стефановић, Балажевић |
| 14. јануар 2023. 12:00 | Детаљи | шест играча 3                                        | Стрелци | Прекогачић, Рогач 2 | Базен 25. мај Милан Гале Мушкатировић, Београд Гледалаца: нема податка Судије: Стефановић, Балажевић |

| 14. јануар 2023. 19:00 | Детаљи | Партизан                                             | 18 : 6  | Пролетер Зрењанин | Базен СЦ Бањица, Београд Гледалаца: нема податка Судије: Нишавић, Виријевић |
| 14. јануар 2023. 19:00 | Детаљи | Резултати по четвртинама: 7 : 2, 4 : 2, 5 : 1, 6 : 3 |         |                   | Базен СЦ Бањица, Београд Гледалаца: нема податка Судије: Нишавић, Виријевић |
| 14. јануар 2023. 19:00 | Детаљи | Гладовић, Папарић 4                                  | Стрелци | Матковић 3        | Базен СЦ Бањица, Београд Гледалаца: нема податка Судије: Нишавић, Виријевић |

| 14. јануар 2023. 19:30 | Детаљи | СПД Раднички                                  | 12 : 9  | Шабац  | Базен СЦ Парк, Крагујевац Гледалаца: нема податка Судије: Јованчевић, Бељин |
| 14. јануар 2023. 19:30 | Детаљи | Резултати по четвртинама: 3 : 2, 5 : 2, 2 : 3 |         |        | Базен СЦ Парк, Крагујевац Гледалаца: нема податка Судије: Јованчевић, Бељин |
| 14. јануар 2023. 19:30 | Детаљи | Станојевић 3                                  | Стрелци | Шулц 3 | Базен СЦ Парк, Крагујевац Гледалаца: нема податка Судије: Јованчевић, Бељин |

| 14. јануар 2023. 19:45 | Детаљи | Нови Београд                                         | 22 : 6  | Валис    | Базен Влахо Бата Орлић, Београд Гледалаца: нема податка Судије: Киш, Прлић |
| 14. јануар 2023. 19:45 | Детаљи | Резултати по четвртинама: 4 : 1, 5 : 0, 5 : 1, 8 : 4 |         |          | Базен Влахо Бата Орлић, Београд Гледалаца: нема податка Судије: Киш, Прлић |
| 14. јануар 2023. 19:45 | Детаљи | пет играча 3                                         | Стрелци | Бурсаћ 4 | Базен Влахо Бата Орлић, Београд Гледалаца: нема податка Судије: Киш, Прлић |

## Завршни турнир четворице
Жреб парова полуфинала Купа Србије у сезони 2022/23. одржан је 16. јануара 2023. године. Све утакмице завршног турнира преносили су Радио-телевизија Србије и Арена спорт.

### Полуфинале
| 28. јануар 2023. 17:00 | Детаљи | Нови Београд                                         | 14 : 9  | Партизан            | Базен 25. мај Милан Гале Мушкатировић, Београд Гледалаца: нема податка Судије: Станојевић |
| 28. јануар 2023. 17:00 | Детаљи | Резултати по четвртинама: 3 : 4, 2 : 2, 3 : 3, 6 : 0 |         |                     | Базен 25. мај Милан Гале Мушкатировић, Београд Гледалаца: нема податка Судије: Станојевић |
| 28. јануар 2023. 17:00 | Детаљи | Драшовић 4                                           | Стрелци | Смиљевић, Тртовић 2 | Базен 25. мај Милан Гале Мушкатировић, Београд Гледалаца: нема податка Судије: Станојевић |

| 28. јануар 2023. 20:00 | Детаљи | СПД Раднички                                         | 10 : 11 | Црвена звезда                 | Базен 25. мај Милан Гале Мушкатировић, Београд Гледалаца: нема податка Судије: Анђелић, Виријевић |
| 28. јануар 2023. 20:00 | Детаљи | Резултати по четвртинама: 1 : 2, 4 : 5, 3 : 3, 2 : 1 |         |                               | Базен 25. мај Милан Гале Мушкатировић, Београд Гледалаца: нема податка Судије: Анђелић, Виријевић |
| 28. јануар 2023. 20:00 | Детаљи | Лукић 4                                              | Стрелци | Вукићевић, Суботић, Радовић 3 | Базен 25. мај Милан Гале Мушкатировић, Београд Гледалаца: нема податка Судије: Анђелић, Виријевић |

### Финале
| 29. јануар 2023. 20:00 | Детаљи | Нови Београд                                         | 10 : 11 | Црвена звезда                            | Базен 25. мај Милан Гале Мушкатировић, Београд Гледалаца: нема податка Судије: Раковић, Путниковић |
| 29. јануар 2023. 20:00 | Детаљи | Резултати по четвртинама: 2 : 3, 5 : 2, 2 : 5, 1 : 1 |         |                                          | Базен 25. мај Милан Гале Мушкатировић, Београд Гледалаца: нема податка Судије: Раковић, Путниковић |
| 29. јануар 2023. 20:00 | Детаљи | Драшовић, Мандић, С. Рашовић 2                       | Стрелци | Басара, Васић, Радовић, Семан, Суботић 2 | Базен 25. мај Милан Гале Мушкатировић, Београд Гледалаца: нема податка Судије: Раковић, Путниковић |

| Победник Купа Србије у ватерполу 2022/23. |
| ----------------------------------------- |
| ВК Црвена звезда 4. титула                |